# Ray Heindorf
Ray Heindorf (* 25. August 1908 in Haverstraw, New York; † 2. Februar 1980 in Tarzana, Los Angeles, Kalifornien) war ein US-amerikanischer Liedtexter, Komponist, Dirigent und Bearbeiter. Er wurde zwischen 1943 und 1969 für 18 Academy Awards nominiert und gewann drei.
In den insgesamt 40 Jahren seines Schaffens komponierte, bearbeitete und dirigierte er Musik ausschließlich für Filme von Warner Brothers.

## Filmografie (Auswahl)
- 1932: Big City Blues
- 1932: Three on a Match
- 1933: Der Mann mit der Kamera (Picture Snatcher)
- 1934: Bulldog Drummond schlägt zurück (Bulldog Drummond Strikes Back)
- 1935: Broadway Hostess
- 1938: Liebe zu viert (Four's a Crowd)
- 1939: Zwölf Monate Bewährungsfrist (Invisible Stripes)
- 1940: Orchid, der Gangsterbruder (Brother Orchid)
- 1941: Vertauschtes Glück (The Great Lie)
- 1942: Yankee Doodle Dandy
- 1943: This Is the Army
- 1944: Up in Arms
- 1944: Hollywood Canteen
- 1945: Ein Mann der Tat (San Antonio) (Filmsong Some Sunday Morning)
- 1945: Der Wundermann (Wonder Man)
- 1945: Rhapsodie in Blau (Rhapsody in Blue)
- 1946: Tag und Nacht denk’ ich an Dich (Night and Day)
- 1947: My Wild Irish Rose
- 1947: Besuch in Kalifornien (The Man I Love)
- 1948: Zaubernächte in Rio (Romance on the High Seas)
- 1949: Ein tolles Gefühl (It's a Great Feeling)
- 1949: Stern vom Broadway (Look for the Silver Lining)
- 1949: Tritt ab, wenn sie lachen (Always Leave Them Laughing)
- 1950: Der Mann ihrer Träume (Young Man with a Horn)
- 1950: Gesetzlos (Backfire)
- 1950: Menschenschmuggel (The Breaking Point)
- 1950: The West Point Story
- 1950: The Daughter of Rosie O’Grady
- 1951: Come Fill the Cup
- 1951: In all meinen Träumen bist Du (I’ll See You in My Dreams)
- 1951: Romanze mit Hindernissen (On Moonlight Bay)
- 1951: Verfolgt (Tomorrow Is Another Day)
- 1952: Die schwarzen Reiter von Dakota (Bugles in the Afternoon)
- 1952: April in Paris
- 1952: Jazz Singer (The Jazz Singer)
- 1952: Gauner mit weißer Weste (Stop, Your’re Killing Me)
- 1952: Der tote Zeuge (Operation Secret)
- 1953: Schwere Colts in zarter Hand (Calamity Jane)
- 1953: Zurück am Broadway (She’s Back on Broadway)
- 1954: Ein neuer Stern am Himmel (A Star Is Born)
- 1954: Das blonde Glück (Lucky Me)
- 1955: Man soll nicht mit der Liebe spielen (Young at Heart)
- 1955: Es geschah in einer Nacht (Pete Kelly’s Blues)
- 1958: Damn Yankees
- 1958: Die Liebe der Marjorie Morningstar (Marjorie Morningstar)
- 1962: Music Man (The Music Man)